# Pseudocometes coeruleus
Pseudocometes coeruleus är en skalbaggsart som först beskrevs av Bates 1870.  Pseudocometes coeruleus ingår i släktet Pseudocometes och familjen långhorningar. Inga underarter finns listade i Catalogue of Life.